# Conothoa
Conothoa (Lyon, 1904) è un sottogenere del genere Ochotona, nell'ambito della famiglia dei Lagomorfi. Degno di nota il fatto che il nome del sottogenere è un anagramma delle lettere componenti il nome del genere stesso.
Al sottogenere sono ascritte le specie di pica conosciute col nome comune collettivo di pica di montagna: questo perché le varie specie comprese in questo sottogenere, diffuse perlopiù in Cina e sulla catena himalayana.

Queste sono caratterizzate da corporatura massiccia, dalla testa arrotondata con due piccoli occhi infossati ed orecchie poste in posizione posteriore e lateralmente rispetto al cranio. La testa, a riposo, e tenuta ingobbiata ed orizzontale.
Il loro habitat è costituito dalle zone di alta montagna, con ambiente roccioso e piuttosto spoglio e temperature mai superiori ai 18 °C: questi animali, infatti, periscono entro un'ora se sottoposti a temperature superiori ai 21 °C, e tendono subito a migrare verso altitudini superiori qualora la temperatura dell'ambiente in cui vivono si innalzi troppo. Questo fattore ha provocato nel tempo l'isolamento delle varie popolazioni, con una forte tendenza alla speciazione. Le varie specie, infatti, si differenziano fra loro solo per particolari minimi ed in passato venivano perlopiù classificate come sottospecie l'una dell'altra.

## Tassonomia
Si tratta del sottogenere più affollato di Ochotona: esso conta infatti ben 13 (secondo alcuni 14) specie:
Ordine Lagomorpha
- Famiglia Ochotonidae
  - Genere Ochotona
    - Sottogenere Conothoa
      - Ochotona erythrotis - pica rosso
      - Ochotona forresti - pica di Forrest
      - Ochotona gaoligongensis - pica di Gaolingong
      - Ochotona gloveri - pica di Glover
      - Ochotona himalayana - pica dell'Himalaya
      - Ochotona iliensis - pica di Ili
      - Ochotona kamensis - pica di Kam (non accettata da tutti gli autori)
      - Ochotona koslowi - pica di Koslov
      - Ochotona ladacensis - pica del Ladak
      - Ochotona macrotis - pica delle orecchie grandi
      - Ochotona muliensis - pica di Muli
      - Ochotona nigritia - pica nero
      - Ochotona roylei - pica di Royle
      - Ochotona rutila - pica del Turkestan